# 貓狗寵物街 (第三輯)
- 關於2020年的改編動畫，請見「淘氣貓2020：家有圓圓？！～我家的圓圓你知道嗎～」。

《淘氣貓 魔法大冒險》（日语：タマ&フレンズ 探せ!魔法のプニプニストーン）是日本的一套歷險類動畫，亦為原作動畫《貓狗寵物街》的衍生作品。2006年5月6日在日本Animax播出，隨後香港無綫電視翡翠台亦在2007年3月30日至5月4日期間播放。此動畫基本上是日本製作，但實則是在韓國製作，日本只是協助製作。
香港無綫電視翡翠台將本作與原作統一譯為《貓狗寵物街》。台灣則是翻譯為《淘氣貓 魔法大冒險》。

## 故事簡介
魔法師貓林指出具有偉大自由力量的八粒寶貝珠分佈在世界各地，如果在四個月亮排成完整貓爪形狀時，只要集齊八顆寶貝珠，這世界便會由貓族統治。三隻貓小丸、心兒和斯馬奉皇室之命尋找寶貝珠，其間於太陽城認識小狗波子和寶露，還有很多朋友。經過這次的旅程，大家都各有體會。

### 寶貝珠的故事
雖然表面上寶貝珠是賜予能量讓貓族統治，但故事後期，國王道出寶貝珠的故事。實際上，貓族為了讓世界和平而製造出寶貝珠。但8888年前，大魔法師史貓林為了實現夢想，命令寶貝珠中的非犬非羊破壞世界，讓貓族統治世界。

## 登場人物

### 主要登場人物
名稱依順序分別為香港／台灣
小丸／圓圓（タマ）
配音：日本→小林由美子；香港→林元春；台灣→傅其慧
貓咪王國魔法學校成績最差勁的學生。三隻貓中最懶惰。但卻又被國王選中負責保管寶貝珠，一年365天都只顧吃，而且非常的懶惰，經常為了一些小事而和心兒吵架。經常掛念媽媽，也很容易被一些故事感動。因是能力感應者，常用的魔法是失物尋找魔法，所以在大戰後跟隨波子一起努力經營失物尋找的貓爪舍。
心兒／帽帽（ハット）
配音：日本→斎藤千和；香港→何璐怡；台灣→雷碧文
魔法學校校長貓林的女兒。三隻小貓中最精明的但也是最容易發怒的貓，經常為了一些小事而和小丸吵架。常用魔法是通訊魔法，經常與校長聯絡，後來因斯馬的幫助所以還可與國王通訊，另外的常用魔法是電擊。
斯馬／斑斑（シマ）
配音：日本→宮田幸季；香港→黃鳳英；台灣→馮嘉德
跟小丸一樣喜歡看漫畫和懶散。三隻貓中最善良，有時會因為小丸和心兒吵架而感到煩惱。真正身份竟然是貓咪島國王的兒子。擅長風的魔法，常用魔法包括用背上的布飛上天或吹出風來，但該布一旦濕了就無法使用魔法。
波子／波奇（ポチ）
配音：日本→岸尾大輔；香港→謝潔貞
大陸陽光城的一隻狗。為人心地善良，十分信任小丸等人，所以容易相信小丸他們的說話，以為集齊八顆寶貝珠便能產生愛的世界所以也幫忙他們尋找寶貝珠。喜歡寶露，曾送她其中一粒寶貝珠，但當時他還沒知道關於寶貝珠的事情。

### 其他登場人物
寶露／波蓉（ポロン）
配音：日本→新谷良子；香港→林雅婷；台灣→馮嘉德
一間飾品店的老闆。波子的好友，為人善良，只是比較容易發怒，但情緒很快會回復開心。具有一顆寶貝珠，這是波子之前送給她的禮物。
高馬先生／庫馬先生（クマさん）
配音：日本→武虎；香港→陳欣
一隻改過自新的老鼠。於貓爪舍埋頭工作。表面上看起來很嚴肅，其實心腸不是太硬。一開始很討厭小丸他們住在波子的家，後來漸漸沒有以前那麼討厭他們，甚至還暗中幫過他們一次。身為一個家庭的父親，為了孩子會捨棄一切，盡了父親的責任。
魔法師貓林（ニャーリン）
配音：日本→相澤正輝；香港→黃子敬
貓咪王國魔法學校的校長。心兒的爸爸，亦是尋找寶具珠的發案人。後來覺得小丸他們進度緩慢，於是派出壞女孩三人組企圖代替他們的搜索工作。遭國王反對時竟把國王禁囚起來，充份表現了想獨吞世界的野心，大戰後與心兒一起在陽光城生活。
國王陛下（キング）
配音：日本→長嶝高士；香港→源家祥
貓咪王國的現任國王。性格善良和正直，一開始早對寶貝珠搜索行動存在一定的疑心，選出學業差勁的小丸和斯馬來執行搜索行動的原因是向看看他們對此行動有什麼看法。視魔法師貓林為他的朋友，但後來遭貓林禁囚，為統治世界一事而非常擔憂。
壞女孩三人組（スリーバットガールズ）
配音：日本→小島幸子、高口幸子、山下亞矢香；香港→黃麗芳、鄭麗麗、黎桂芳
魔法師貓林派出的新寶貝珠搜索隊。三隻貓都十分驕傲自大，自稱智慧型的美女，經常攻擊小丸他們和搶走他們的寶貝珠，但也幫助他們找到了一顆寶貝珠。後來因覺得貓林在欺騙自己，所以再也不聽:他的說話，大戰後改過自斯由一年級重新讀起。
利比利比博士（リビリビ博士）
配音：日本→杉山紀彰；香港→李錦綸
一個發明家。研製非常多的儀器，而且經常提供各種交通工具給小丸和波子等人前往不同地方探險，並研究讓「交給我們星人」回到自己星球的方法。幾乎每次都是乘坐在自己發明的交通工具在小丸他們面前出現，往往會嚇他們一跳，並很喜歡在地上計算。
「交給我們」星人／馬卡塞那星人
三個乘坐太空船來到的外星人。形狀分別為圓形、方形與三角形，來自和寶貝珠有著密切關係的寶貝星雲，因為嘴巴只會說「交給我們」，所以被利比利比博士稱為「交給我們星人」。真正所說出的語言是透過頭上的天線狀物發出，只有利比利比博士透過他發明的翻譯器才能明白他們在說什麼。
布爾／布魯（ブル）
配音：日本→中國卓郎；香港→潘文柏
貓爪舍1樓的餐廳負責人。十分孝順父母，專門幫波子等人預備食物和甜品。
PawPaw（パウパウ）
配音：日本→松田聖子；香港→張頌欣
寶露的朋友。在最終回（第26集）中客串演出，為歌手松田聖子動畫化的貓造型，因為PawPaw是松田聖子的藝名。

## 每集內容
| 集數   | 標題                         | 內容簡介 |
| ------ | ---------------------------- | --- |
| 第1集  | 征服世界                     | 國王派出小丸、心兒和斯馬去尋找寶貝珠，小丸他們乘船到達陽光城，住在貓爪舍老闆波子的家裡 |
| 第2集  | 搶奪寶露的寶貝珠             | 小丸他們留意到寶露有顆綠色寶貝珠，於是暗中潛入寶露家偷取寶貝珠，但行動失敗，令寶露更加保存好這顆寶貝珠 |
| 第3集  | 超級發明家，利比利比博士     | 小丸他們隨波子拜訪發明家利比利比博士，因令“交給我們星人”醒來而取得博士的信任 |
| 第4集  | 很多寶貝珠，實在多不勝數     | 小丸他們把彈珠當成寶貝珠，發現並不是時卻反而不見了小丸脖子上的寶貝珠，為了尋回它而費盡心機...... |
| 第5集  | 傳說中的古老森林             | |
| 第6集  | 心兒不要哭                   | |
| 第7集  | 要生存下去，三隻魔法貓漂流記 | |
| 第8集  | 紅脊羊族的寶貝珠傳說，上集   | 心兒從電視上看到某個彫像手上有一顆寶貝珠，於是到達紅脊羊族的村裡，可惜沒找到寶貝珠之餘，還被當地人誤會偷取寶貝珠，施以重刑...... |
| 第9集  | 紅脊羊族的寶貝珠傳說，下集   | 大族長找回紅脊羊族不見了的寶貝珠，而小丸他們因說謊而取得大族長的信任，拿到了新的寶貝珠 |
| 第10集 | 潛入寶露店舖偵查             | 心兒假意當寶露的店鋪助手，其實是在打她的寶貝珠的主意。不過她因被人說很可愛而勾起她以前不好的童年回憶...... |
| 第11集 | 登上雪山，超人貝羅連之謎     | 小丸他們於“貝羅連大反擊”漫畫看到於雪山有類似寶貝珠的東西，於是借助利比利比博士的“登山滑雪機”上山尋找寶貝珠，困難重重...... |
| 第12集 | 下雪山，波子的危機           | 小丸在山頂遇上大雪怪，但其實是“貝羅連大反擊”漫畫的作者假扮的。此時波子和小丸差點滑下山，眾人合力用繩子把他們拉上來，但波子覺得不可能，所以自己放棄求生，掉了下去......                                                                                         |
| 第13集 | 藍色的太陽城                 | 老鼠集團偷運乳酪給頭目，小丸他們誤打誤撞地接受了運送的人物，同時波子的舊同學和高馬先生也被迫參與在其中...... |
| 第14集 | 小巷中的寶物                 | |
| 第15集 | 可惡小偷，「交給我們」星人   | 「交給我們星人」突然把城裡很多食物都給拿走，並帶去利比利比博士的家，原來是要慶祝他生日 |
| 第16集 | 大胃王                       | 太陽城舉辦一年一度的節日，當中還有鬥吃熱狗的比賽，小丸想也不想就參加，而且他們發現獎品上有類似寶貝珠的東西。此時，三隻神秘的貓一直在監視他們... |
| 第17集 | 沙漠中的陰謀                 | 老鼠頭目邀請小丸他們和他談話，在前往途中一直被那三隻監視著他們的貓戲弄...... |
| 第18集 | 潛水艇                       | 小丸透過小紅水母感應到寶貝珠掉落海底沉船上，於是借助利比利比博士的潛水艇下去深海，但快靠近沉船時潛水艇無法支撐強大的水壓，船身破裂，小丸他們快於海底窒息......                                                                                                 |
| 第19集 | 看到了，寶貝珠的真相         | 一隻大紅水母救了小丸他們。在她的家裡，小丸他們知道了於八千八百八十八年前月亮排成貓爪形狀的夜晚史貓林如何使用寶貝珠破壞世界，令小丸他們對這計劃開始懷疑......                                                                                                   |
| 第20集 | 壞女孩三人組登場！           | 一直監視著他們的貓終於在小丸他們面前出場，原來她們是貓林派來的新寶貝珠搜索隊，並準備要搶奪小丸他們的寶貝珠...... |
| 第21集 |                              | |
| 第22集 | 高馬的傷心之旅               | 高馬先生首次看見小丸他們所收集的寶貝珠，並對他們產生很大的懷疑，為了不讓他們收集到足夠的寶貝珠，高馬先生決定偷走老鼠鎮地下廟宇的最後一顆寶貝珠，並準備運走......                                                                                               |
| 第23集 | 寶貝珠齊集，再見波子先生     | 小丸他們齊集除了寶露那顆的其他寶貝珠，但為了別讓貓族接近這些寶貝珠，他們打算把寶貝珠扔在一個沒有人知道的地方。但中途被壞女孩三人組奪走，連帶寶露一起乘船到貓咪島，小丸他們為了拿回寶貝珠，也前往貓咪島。而波子得知他們離開也開始懷疑他們，並也前往貓咪島...... |
| 第24集 | 被囚禁的三隻貓               | 貓林拿到那些寶貝珠，但是其中一顆被寶露扔了，鼠貓們趕緊尋找。其實寶貝珠還是在寶露那裡，她只是假扮扔了。而他們一起被關在監獄裡，同時波子也到達貓咪島，一場內部大混戰即將展開......                                                                               |
| 第25集 | 小丸對波子？決戰貓咪島       | 波子遇上小丸，小丸嘗試解釋整間事，最後還是取得波子的信任。寶露的寶貝珠還是被貓林拿到，月亮排成貓爪形狀之夜也即將來臨。小丸他們不僅要救出被囚禁的動物們，還要阻止貓林的計劃......                                                                               |
| 第26集 | 真正魔法貓是？               | 小丸他們無法搶奪寶貝珠，而貓林成功使寶貝珠製造出有強大威力的非犬非羊。世界的命運將會怎樣!? |

## 寶貝珠的下落
以下次序根據寶貝珠被找到的先後次序而定。
- 第一顆 紅(小)

貓咪王國一開始所擁有的唯一一顆寶貝珠，經國王的決定而掛於小丸脖子上。（第一集）
- 第二顆 綠(小)

掛在寶露的脖子上，是波子送她的。寶露曾經把它交給心兒，但心兒還是沒有收下。（第二集）
- 第三顆 紅(大)

在傳說中的古老森林地底深處，由一群豬保護着。（第五集）
- 第四顆 紅(小)

位於紅脊羊族一位羊的彫像的手上，當地人叫它「母親珠」，因為傳說這彫像是由一位母親化成的。小丸他們到那裡的時候因被誤會偷走寶貝珠而被吊於半空，後來大族長信任他們而把寶貝珠交給他們。（第九集）
- 第五顆 綠(小)

在鴨咀獸先生所經營的藥店裡。因為小丸他們誤打誤撞地研製出能治好鴨咀獸太太的病的藥，所以鴨咀獸先生把這顆寶貝珠送給他們。（第十四集）
- 第六顆 綠(小)

唯一一顆被壞女孩三人組找到的寶貝珠，位於某塔頂。（第十八集）
- 第七顆 紅(小)

位於深海的沉船上。小丸透過一隻小紅水母而感應到這寶貝珠的下落，於是借用利比利比博士的潛艇下海尋找，但在快到沉船附近時遇上意外，差點沒了性命，被大紅水母救出來。（第十九集）
- 第八顆 綠(大)

位於老鼠鎮的地下廟宇。高馬先生曾為了不讓小丸他們收集到所有寶貝珠而小心把它拿走，但因卡在路縫裡無法出來而被小丸他們找到。（第二十二集）

## 音樂
片頭曲
- 「WE ARE.」

主唱：Paw Paw（松田聖子），作詞、作曲：上原純，編曲：Upa Upa
片尾曲
- 「君との未来図」（你的未來藍圖）

主唱：Paw Paw（松田聖子），作詞：松田聖子，作曲、編曲：Ryo Ogura

## 播放時間
| 無綫翡翠台 放學ICU 星期一至五16:30節目 | 無綫翡翠台 放學ICU 星期一至五16:30節目                   | 無綫翡翠台 放學ICU 星期一至五16:30節目 |
| -------------------------------------- | -------------------------------------------------------- | -------------------------------------- |
|                                        | 貓狗寵物街 （第1～26集） （2007年3月30日～2007年5月4日） |                                        |
| 我們這一家                             | 魔界女王候補生                                           |                                        |
| 星期日9:00節目                         |                                                          |                                        |
| 我要NBA                                | 貓狗寵物街 （重播） （2009年5月24日～2009年11月15日）    | 全力兔                                 |

## 外部連結
- Sony Music《貓狗寵物街》官方網站 （页面存档备份，存于） （日語）
- Animax《貓狗寵物街》節目資訊 （日語）